# Tyler (Minnesota)
Tyler és una població dels Estats Units a l'estat de Minnesota. Segons el cens del 2000 tenia 1.218 habitants.

## Demografia
Segons el cens del 2000, Tyler tenia 1.218 habitants, 532 habitatges, i 338 famílies. La densitat de població era de 244,9 habitants per km².
Dels 532 habitatges en un 24,2% hi vivien nens de menys de 18 anys, en un 56% hi vivien parelles casades, en un 6,4% dones solteres, i en un 36,3% no eren unitats familiars. En el 33,6% dels habitatges hi vivien persones soles el 18,4% de les quals corresponia a persones de 65 anys o més que vivien soles. El nombre mitjà de persones vivint en cada habitatge era de 2,2 i el nombre mitjà de persones que vivien en cada família era de 2,81.
Per edats la població es repartia de la següent manera: un 21,3% tenia menys de 18 anys, un 7,2% entre 18 i 24, un 21,6% entre 25 i 44, un 22,2% de 45 a 60 i un 27,7% 65 anys o més.
L'edat mediana era de 45 anys. Per cada 100 dones de 18 o més anys hi havia 84,2 homes.
La renda mediana per habitatge era de 31.196 $ i la renda mediana per família de 37.841 $. Els homes tenien una renda mediana de 30.592 $ mentre que les dones 17.981 $. La renda per capita de la població era de 17.451 $. Entorn del 3,8% de les famílies i el 6,1% de la població estaven per davall del llindar de pobresa.

## Poblacions més properes
El següent diagrama mostra les poblacions més properes.